# NGC 2420
NGC 2420 je otvoreni skup u zviježđu Blizancima. 

## Vanjske poveznice
- SEDS: NGC 2420